# Carl Adam Petri
Carl Adam Petri (Leipzig, 12 de junho de 1926 — Siegburg, 2 de julho de 2010) foi um matemático e cientista da computação da Alemanha.
Em 1939, então com treze anos, inventou as redes de Petri para descrever processos químicos. Documentou a invenção em 1962 como parte de sua dissertação, Kommunikation mit Automaten (Comunicação com Autômata). Trabalhou de 1959 a 1962 na Universidade de Bonn e concluiu seu doutorado em 1962 pela Universidade Técnica de Darmstadt. Sua obra permitiu avanço significativo nos campos de computação paralela e distribuída, ajudando a definir os estudos modernos de sistemas complexos e do gerenciamento de fluxo de trabalho.
Em 1988, tornou-se professor honorário da Universidade de Hamburgo, e aposentou-se oficialmente em 1991.